# Retratos oficiales de Hillary y Bill Clinton en la Casa Blanca

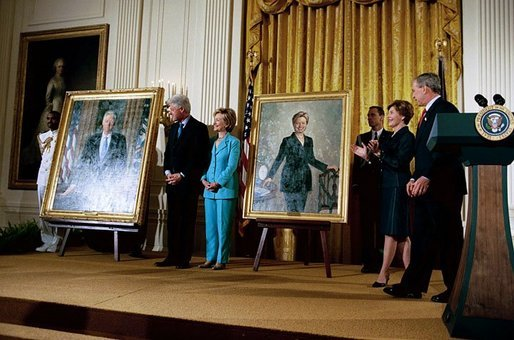
Los Clinton en la inauguración de los retratos con el presidente George W. Bush y Laura Bush en 2004.

Los retratos oficiales de Hillary y Bill Clinton en la Casa Blanca son los retratos oficiales de la Casa Blanca del presidente de los Estados Unidos Bill Clinton y de la primera dama de los Estados Unidos, Hillary Clinton, que fueron pintados por Simmie Knox en 2002. Knox fue el primer artista afroestadounidense en pintar un retrato oficial de la Casa Blanca. Las pinturas fueron encargadas por la Asociación Histórica de la Casa Blanca y presentadas en la Casa Blanca en 2004.

## Antecedentes
Knox fue recomendado a los Clinton por la jueza Ruth Bader Ginsburg, quien había admirado el retrato que Knox hizo del juez Spottswood William Robinson III. Ginsberg pidió la tarjeta de presentación de Knox y luego le contó al personal de Clinton sobre él durante la búsqueda de su retratista. Bill Clinton conoció a Knox en diciembre de 2000 y lo reclutó para los retratos antes de que dejara el cargo en enero de 2001. Los dos cuadros fueron terminados en 2002, después de que Clinton dejara el cargo en 2001. Knox fue el primer retratista afroestadounidense cuyas obras estuvieron expuestas en la Casa Blanca.
Las dos pinturas fueron inauguradas el 14 de junio de 2004 en la Sala Este de la Casa Blanca en una ceremonia con el presidente George W. Bush y la primera dama Laura Bush. El presidente Bush afirmó que era evidente que Clinton «amaba su labor presidencial. Llenó esta casa de energía y alegría. Es un hombre entusiasta y cálido, capaz de presentar argumentos convincentes y promover eficazmente las causas que lo llevaron al servicio público», y que Hillary era «una persona extraordinaria para hacer campaña y ganar el Senado de Estados Unidos. Ha demostrado estar a la altura del desafío...». Bush señaló que ella era la única senadora en funciones cuyo retrato colgaba en la Casa Blanca. A la inauguración asistieron miembros de las familias Clinton y Rodham y exmiembros de la administración Clinton. Luego tuvo lugar el almuerzo en la Sala del Comedor del Estado.
El poema de Remica L. Bingham Simmie Knox Paints Bill Clinton for the White House está escrito desde la perspectiva de Knox e imagina sus interacciones con Clinton. Se publicó en la colección de 2007 The Ringing Ear: Black Poets Lean South, editada por Nikky Finney. Tanto Clinton como Knox crecieron pobres en el sur de Estados Unidos y Bingham lo retrató en su poema. Knox dijo que el hecho de que ambos tuvieran una crianza en común lo ayudó a acercarse a Clinton. Knox dijo que Clinton sabía «... cómo se siente haber vivido cierta vida y haber sido privado de cosas». Knox había querido pintar a Clinton desde el día que asumió el cargo.
Los retratos fueron cedidos al Centro Presidencial Clinton en Little Rock, Arkansas, en 2025 para su exposición Portraits from a Presidency.

## Descripción

### Retrato de Bill Clinton
La pintura de Bill Clinton realizada por Knox mide 56 x 44 plg (1422 x 1118 mm). Knox dijo que Clinton era un «tipo muy directo» y que su actitud era «[algo así como] 'acéptenme como soy', y eso es lo que quería retratar». El retrato de Clinton realizado por Knox se completó en 2002. Trabajó a partir de fotografías tomadas de Clinton en la Oficina Oval, y se reunió con él varias veces durante el proceso. Knox retrató a Clinton de pie y de cara al espectador. Knox se enorgullecía de capturar la mirada de Clinton y su aparente seguimiento del espectador por una habitación. Es el primer retrato de un presidente estadounidense que presenta la bandera estadounidense.

### Retrato de Hillary Clinton
El retrato de Hillary Clinton mide 48 x 36 plg (1219 x 914 mm). Ella lleva un traje pantalón oscuro. El plato de comida representado en la pintura fue donado a la Casa Blanca por la Asociación Histórica de la Casa Blanca para conmemorar su 200 aniversario. El libro de Clinton, Es labor de todos, reposa sobre la mesa junto a ella. Hillary Clinton reclutó a Knox para su retrato después de ver algunos de los bocetos que Knox había hecho de su marido. En su libro Something Lost, Something Gained, Clinton escribió que vio el retrato poco antes de una cena de estado para el primer ministro de Japón en 2024. Bill se lo había señalado, y ella sintió que parecía mucho más joven y pensó: «Qué vida tan extraña y mágica» había vivido la pareja junta.